# Oldeani
Oldeani (auch Oldean) ist ein Verwaltungsbezirk (Ward) des Distrikts Karatu in der tansanischen Region Arusha.

## Geografie
Oldeani liegt im Norden von Tansania etwa 120 Kilometer westlich der Regionshauptstadt Arusha am südöstlichen Abhang des Berges Oldeani. Der Bezirk grenzt im Norden an den Bezirk Ngorongoro im Distrikt Ngorongoro im Osten an Ganako und im Süden und Westen an Daa.
Oldeani hat eine Fläche von 62 Quadratkilometern. Bei der Volkszählung 2022 lebten hier 6984 Menschen in 1810 Haushalten.

## Gliederung
Der Bezirk besteht aus zwei Gemeinden (Mtaa) mit 14 Orten (Kitongoji):
| Oldeani - Oldeani Kati - Posta - Oldeani Ng’ambo - T.E.C - Ascona - Kiran - Ben-dhu | Kiwanja - O.C.E. - Nitin - Shah - Edelweiss - Idara ya Maji - Darajani - Huduma |

## Wirtschaft und Infrastruktur
- Handel: Schon in den 1920er Jahren wurde Oldeani zum Handelszentrum.[7]
- Landwirtschaft: Die Hänge am Oldeani sind neben den Distrikten Meru und Moshi und dem Pare-Gebirge die vierte wichtige Kaffeeanbauregion von Tansania.[8]
- Gesundheit: In Oldeani befindet sich ein öffentliches Gesundheitszentrum, das Patienten ambulant und stationär betreut.[9]
- Bildung: Die Oldeani Secondary School ist eine staatliche weiterführende Schule mit einer Ausbildung bis zur 4. Stufe.[10] Im Jahr 2023 wurde ein Internatsbetrieb für Burschen und Mädchen gestartet.[11]